# Lee Jung-sik
Lee Jung-sik (* 17. Mai 1985) ist ein südkoreanischer Biathlet und Skilangläufer.
Lee Jung-sik lief zwischen 2002 und 2004 zunächst bei Continental-Cup-Wettbewerben des Skilanglaufs und belegte dort Ränge zwischen elf und 20. 2004 wechselte er zum Biathlonsport. In Obertilliach nahm er an seinen ersten Wettkämpfen bei den Junioren-Wettbewerben im Biathlon-Europacup teil. In Kontiolahti startete Lee das erste und einzige Mal bei einer Junioren-Weltmeisterschaft und belegte die Ränge 79 im Einzel, 78 im Sprint und 20 mit der Staffel Südkoreas. Seit 2006 startet der Südkoreaner bei den Männern im Leistungsbereich. Erstes Rennen hier war ein Sprint in Obertilliach zum Auftakt der Saison 2006/07 des Europacups, bei dem Lee 105. wurde. Bestes Resultat in der Rennserie ist bislang ein kurz darauf erreichter 87. Platz in einem Sprit an selber Stelle, wobei er 30 andere Läufer hinter sich ließ. 2007 nahm er in Oberhof und Ruhpolding an zwei Staffelrennen des Biathlon-Weltcups teil und erreichte mit der Auswahl Südkoreas die Plätze 21 und 23. Höhepunkt des Jahres 2007 wurden die Winterasienspiele in Changchun, bei denen Lee 16. im Einzelwettbewerb wurde. In Oberhof startete Lee zudem bei den Sommerbiathlon-Weltmeisterschaften 2009. Bei den Wettkämpfen im Crosslauf wurde er 49. im Sprint, wurde aber nach dem Verfolgungsrennen wegen Behinderung anderer Läufer, wie auch sein Landsmann Lee In-bok, disqualifiziert. Auf Skirollern erreichte er Platz 57 im Sprint, das Verfolgungsrennen beendete er nicht, da er überrundet wurde.

## Weltcupstatistik
Die Tabelle zeigt alle Platzierungen (je nach Austragungsjahr einschließlich Olympische Spiele und Weltmeisterschaften).
- 1.–3. Platz: Anzahl der Podiumsplatzierungen
- Top 10: Anzahl der Platzierungen unter den ersten zehn (einschließlich Podium)
- Punkteränge: Anzahl der Platzierungen innerhalb der Punkteränge (einschließlich Podium und Top 10)
- Starts: Anzahl gelaufener Rennen in der jeweiligen Disziplin
- Staffel: inklusive Mixed- und Single-Mixed-Staffeln

| Platzierung                      | Einzel | Sprint | Verfolgung | Massenstart | Staffel | Gesamt |
| -------------------------------- | ------ | ------ | ---------- | ----------- | ------- | ------ |
| 1. Platz                         |        |        |            |             |         |        |
| 2. Platz                         |        |        |            |             |         |        |
| 3. Platz                         |        |        |            |             |         |        |
| Top 10                           |        |        |            |             |         |        |
| Punkteränge                      |        |        |            |             | 5       | 5      |
| Starts                           | 1      | 1      |            |             | 5       | 7      |
| Stand: nach der Saison 2010/2011 |        |        |            |             |         |        |